# Grigorij Gagarin
Grigorij Grigorjevitj Gagarin, född 29 april 1811, död 18 januari 1893, var en rysk målare, konstsamlare och konstkritiker.
Gagarin var vicepresident för konstakademien i Sankt Petersburg 1859–1872.